# 维莫非尼
维莫非尼（INN：vemurafenib，商品名为佐博伏），或译维罗非尼，是Plexxikon和基因泰克开发的B-Raf酶抑制剂，用于治疗BRAF V600突变阳性的不可切除或转移性黑色素瘤黑色素瘤。

## 批准
维莫非尼于2011年8月17日获得 FDA 批准用于治疗晚期黑色素瘤，使其成为第一个使用基于片段的先导发现设计并获得监管批准的药物。
维莫非尼后来于2012年2月15日获得加拿大卫生部的批准。
2012年2月20日，欧盟委员会批准维莫非尼作为单一疗法，用于治疗 BRAF V600E突变阳性、不可切除或转移性黑色素瘤（最具侵袭性的皮肤癌）成年患者。
2017年11月6日，FDA 批准维莫非尼用于治疗一些罕见的组织细胞肿瘤Erdheim-Chester（ECD）病患者。

## 作用机制
维莫非尼在黑色素瘤细胞系中引起程序性细胞凋亡。如果B-Raf具有常见的V600E突变，维莫非尼会中断B-Raf/MEK/ERK通路上的B-Raf/MEK步骤。
维莫非尼仅适用于癌症具有V600E BRAF突变的黑色素瘤患者（即在B-Raf蛋白的第600位氨基酸位置，正常的缬氨酸被谷氨酸取代）。大约 60% 的黑色素瘤有这种突变。 它还对罕见的 BRAF V600K 突变有效。没有这些突变的黑色素瘤细胞不受维莫非尼的抑制； 该药物自相矛盾地刺激正常的 BRAF，并可能在这种情况下促进肿瘤生长。

### 耐药性
已经发现了三种对维莫非尼产生耐药性的机制（覆盖40%的病例）：
- 癌细胞开始过度表达细胞表面蛋白 PDGFRB，从而产生了另一种生存途径。
- 第二个称为NRAS的癌基因发生突变，重新激活正常的 BRAF 生存途径。[11]
- 基质细胞分泌肝细胞生长因子。[12][13]

## 临床试验
在一项 I 期临床研究中，vemurafenib（当时称为 PLX4032）能够减少16名晚期黑色素瘤患者中超过一半的癌细胞数量。与对照组相比，治疗组的中位生存时间增加了6个月。
在第二阶段 I 研究中，在 B-Raf 中具有 V600E 突变的患者中，约 80% 显示部分至完全消退。 回归持续了 2 到 18 个月。
2010年初，一项针对实体瘤（包括结直肠癌）的I期试验和一项II期研究（对于转移性黑色素瘤）正在进行中。
在先前未治疗的转移性黑色素瘤患者中进行的一项 III 期试验显示，与达卡巴嗪相比，总体和无进展生存率有所提高。
2011年6月，III期BRIM3 BRAF突变黑色素瘤研究报告了阳性结果。
计划进行进一步的试验，包括与MEK抑制剂GDC-0973（考比替尼）共同给药的vemurafenib试验。在 2014 年取得良好效果后，该组合被提交给EC和FDA进行上市批准。
2015年1月的试验结果比较了威罗非尼与达拉非尼和曲美替尼联合治疗转移性黑色素瘤的疗效。

### 副作用
在最大耐受剂量960 mg每天两次时，31%的患者出现可能需要手术切除的皮肤损伤。BRIM-2 试验调查了 132 名患者； 最常见的不良事件是58%的患者出现关节痛，52%出现皮疹和52%出现光敏反应。为了更好地管理副作用，45%的患者需要进行某种形式的剂量调整。中位日剂量为 1750 mg，为 MTD 的 91%。
2013年4月，由于出现肝毒性迹象，威罗非尼和易普利姆玛联合试验停止。

## 延伸阅读
- Dean, Laura. . Pratt, Victoria M.  (编). . Bethesda (MD): National Center for Biotechnology Information (US). 2012  [2022-06-12]. PMID 28809522. （原始内容存档于2022-02-03）.